# Stazione di Reeperbahn
La stazione di Reeperbahn è una fermata ferroviaria della città di Amburgo, servita dalla S-Bahn.

## Strutture e impianti
La stazione, sotterranea, è dotata di una banchina a isola con due binari e due uscite. All'uscita è presente una fermata dell'autobus e una stazione taxi. La stazione può anche essere utilizzato come rifugio antiaereo ma non è accessibile a persone disabili, perché non c'è ascensore.

## Servizi
Il binario 1 è servito da treni per Wedel e Pinneberg, il binario 2 da quelli con destinazione Poppenbüttel, Aeroporto e Stade. Il servizio nelle ore di punta è di un treno ogni 2 o 3 minuti.